# J-kurva (biologi)

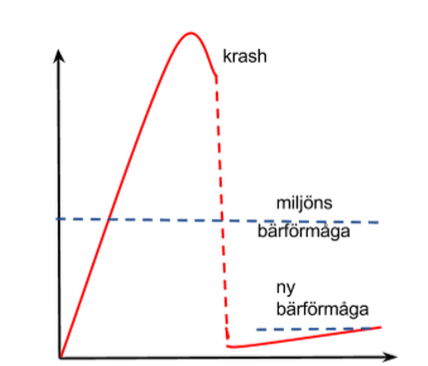
J-kurva

J-kurva betyder inom biologin en tillväxtkurva för en population i djurriket. Med J-kurva menas att en population ökar över miljöns bärförmåga. Följden till detta blir en krasch, då många individer dör. Efter kraschen börjar tillväxten om på nytt och fortsätter fram till ännu en krasch.
Orsaken till kraschen är att resurser som mat och boplatser tar slut. Förfrågan och tillgång är inte i balans och därför dör många djur. Det finns olika orsaker till att en populations tillväxt stannar av. Det kan finnas brist på boplatser och revir. Med det menar man ett område som ett djur eller en djurfamilj kan ha för sig själva. Det kan också bero på att mängden parasiter och andra sjukdomsframkallande organismer ökar. Exempel på populationer som följer J-kurvan och sedan kraschar är insekter som t.ex. bladlöss.